# بروسيا الشرقية

مقاطعة بروسيا الشرقية (بالأحمر) ضمن مملكة بروسيا (بالأبيض) ضمن الإمبراطورية الألمانية 1871.

بروسيا الشرقية (بالألمانية: Ostpreußen) ، و(بالليتوانية:Rytų Prusija)، و(بالبولندية:Prusy Wschodnia)، و(الروسية: Восточная Пруссия) مقاطعة تاريخية في بروسيا، و الإمبراطورية الألمانية. اليوم تتبع في معظمها روسيا، وبولندا وليتوانيا ، وتطل على بحر البلطيق.

## أعلام
- بيل الكسندر
- غيردا مولر
- يوهانس بلاسكوفيتز
- هورست هرمان
- ريتشارد شيرمان